# Colletes acutiformis
Colletes acutiformis är en biart som beskrevs av Noskiewicz 1936. Colletes acutiformis ingår i släktet sidenbin, och familjen korttungebin. Inga underarter finns listade i Catalogue of Life.